# Локалитет Ђурђин граб
Локалитет Ђурђин граб је локалитет у режиму заштите I степена, површине 43,99ha, у централном делу НП Фрушка гора.
Налази се у ГЈ 2806 Андревље-Тестера-Хајдучки брег, одељење 59 и 60. На локалитету су заступњени различити типови шума китњака и граба, китњака и букве, те шуме букве. Значај је и за очување диверзитета птица.